# Optanti
Optanti su osobe koja kod promjene suvereniteta nad određenim teritorijem biraju državljanstvo one države koja je ranije imala vlast nad tim područjem (država prednik), umjesto da bude državljanin države koja prema novom stanju ima vlast na tom teritoriju (država sljednik). Korištenje takvog prava je u pravilu vezano s obvezom da se optant iseli u državu prednika, čije je državljanstvo odabrao zadržati.
U pravilu se pravo na izbor - opciju za stanovnike preuzetog područja osigurava međunarodnim ugovorom. 
U međunarodnim ugovorima u kojima se osigurava pravo na opciju, u pravilu se regulira i pitanje imovine optanata.

## Povijesni primjeri
Člankom 2. Frankfurtskog ugovora sklopljenog 10. svibnja 1871. između Francuske i Njemačke nakon Francusko-pruskog rata, osigurano je stanovništvu Elzasa i Lorene pravo da mogu zadržati francusko državljanstvo, ako napuste područje - koje je tada pripalo Njemačkoj - do 1. listopada 1872. godine. Pri tome ih se nije smjelo pozivati u njemačku vojnu službu, a smjeli su zadržati vlasništvo nekretnina na preuzetom području. Od 1.597.000 stanovnika, takvo je pravo iskoristilo njih 49.000.
U člancima 61. i 63. Trianonskog ugovora je bilo predviđao da će stanovnici područja koje je Mađarska morala prepustiti Čehoslovačkoj, Rumunjskoj i Kraljevini SHS ostati mađarski državljani još godinu dana, a da nakon toga u daljnjih godinu dana mogu izvršiti opciju za mađarsko državljanstvo, uz obvezu da se isele u Mađarsku. Optanti mogu zadržati vlasništvo na nekretninama, a pokretnine mogu odnijeti sa sobom bez ograničenja, plaćanja carina i oporezivanja.
Poljska i Njemačka su 1924. godine sklopile međudržavni ugovor o državljanstvu i opciji, koji je stanovnicima teritorija kojega je od Njemačke nakon I. svjetskog rata preuzela Poljska dao pravo da zadrže njemačko državljanstvo, uz obvezu optanata da se isele s tog područja. Bilo je propisano da optanti mogu iznijeti svu svoju pokretnu imovinu bez plaćanja carinskih ili poreznih davanja, te da smiju zadržati puno vlasništvo nad nekretninama na području koje je preuzela Poljska.

## Optanti s područja današnje Hrvatske i Slovenije
U članku 19. Ugovora o miru s Italijom iz 1947. godine bilo je predviđeno pravo talijanskim državljanima koji žive na područjima koje prema tom ugovoru od Italije trebaju preuzeti Jugoslavija, Grčka i Francuska, da ostanu talijanski državljani, uz uvjet da se u roku od godinu dana isele s tog područja, U članku 20. je slično pravo opcije dano i talijanskim državljanima koji običavaju govoriti "jedan od jugoslavenskih jezika ('Srpski, Hrvatski ili Slovenski')", a koji žive na teritoriju Italije.  Veliki dio stanovnika preuzetih područja - pretežno etničkih Talijana, ali također i više desetaka tisuća Hrvata i Slovenaca - naposljetku je napustio ova područja, što je kasnije nazvano "Istarskim egzodusom".
Prema podacima Zavoda za statistiku Socijalističke Republike Hrvatske s kraja šezdesetih godina 20. stoljeća, od 1945. do 1961. godine s područja Istre iseljeno je 143.739 stanovnika, od toga 13.000 Talijana u razdoblju 1945. – 1948. godine, 56.924 u razdoblju 1948. – 1961. te od 1948. – 1961. godine 36.297 Hrvata i 3.982 Slovenca. Valja opaziti da je dio iseljavanja u sklopu Istarskog egzodusa nastupio i ranije, u razdoblju Drugog svjetskog rata 1941. – 1945., primjerice povodom savezničkog bombardiranja Zadra, kada je iz razorenog grada u Italiju evakuirano 1943. i 1944. godine skoro cjelokupno njegovo stanovništvo od preko 20 tisuća stanovnika.
U dodatku XIII. Ugovora o miru s Italijom bilo predviđeno da optanti mogu zadržati svoju imovinu (ako im je jugoslavenska komunistička država već nije bila nacionalizirala), i da je mogu slobodno prodavati. U praksi je u većini slučajeva imovinu otkupljivala jugoslavenska država i prebijala svoj dug za kupnju te imovine optanata s potraživanjima prema talijanskoj državi da joj plati ratnu štetu iz drugog svjetskog rata; potom je talijanska država u dogovoru s vlastima SFRJ isplaćivala optantima vrijednost tih dobara.